# (19731) Tochigi
(19731) Tochigi est un astéroïde de la ceinture principale.

## Description
(19731) Tochigi est un astéroïde de la ceinture principale. Il fut découvert le 9 décembre 1999 à la station Anderson Mesa par le programme LONEOS. Il présente une orbite caractérisée par un demi-grand axe de 3,19 UA, une excentricité de 0,10 et une inclinaison de 15,4° par rapport à l'écliptique.

## Compléments